# 너의 목소리가 들려 (2013년 드라마)
《너의 목소리가 들려》는 2013년 6월 5일부터 2013년 8월 1일까지 SBS에서 방송되었던 드라마 스페셜이다.
한편, 이 작품은 당초 MBC에서 편성될 예정이었으나 연출자(김민식)가 노조집행부란 이유 탓인지 좌절되었다. 아울러, SBS는 해당 작품에 앞서 〈사랑해도 될까요〉를 편성할 예정이었지만 대본 작업과 촬영 스케줄 등의 문제로 불발되었다.

## 등장인물

### 주요 인물
- 이보영 : 장혜성 역 (아역 김소현)
- 이종석 : 박수하 역 (아역 구승현)
- 윤상현 : 차관우 역
- 이다희 : 서도연 / 황가연 역 (아역 정민아)

### 혜성의 주변 인물
- 김해숙 : 어춘심 역 - 혜성의 어머니
- 윤주상 : 신상덕 역 - 혜성, 관우와 같은 사무실의 국선 전담 변호사
- 김광규 : 김공숙 역 - 혜성의 국선 선발을 결정한 판사
- 김병옥 : 황달중 역 - 아내를 죽인 혐의로 25년째 복역중
- 최성준 : 최유창 역 - 국선 전담 변호사 사무실의 사무관

### 수하의 주변 인물
- 정웅인 : 민준국 역 - 박주혁을 살해한 범인
- 김가은 : 고성빈 역 - 문동희 사건 재판의 피고인, 박수하네 반 친구
- 박두식 : 김충기 역 - 박수하네 반 친구
- 조덕현 : 박주혁 역 - 수하의 아버지

### 도연의 주변 인물
- 정동환 : 서대석 역 - 형사부 부장판사 출신, 대형 로펌 대표
- 장희수 : 도연의 어머니 역

### 그 외 인물
- 김경룡 : 수하의 고모부 역
- 박철현 : 박수하네 반 친구 역
- 이정혁 : 이정훈 역 - 박수하네 반 친구
- 옥광민 : 박수하네 반 친구 역
- 임용주
- 박성준
- 최대성 : 서도연의 검사실 사무관 역
- 김서정 : 서도연의 검사실 사무관 역
- 최교식 : 국선변호사 면접실 장소를 알려주는 남자 역
- 김혜윤 : 김연진 역 - 어린시절 장혜성이 폭죽 터트렸다고 말하는 학생 역
- 김해나 : 어린시절 서도연의 병문안을 온 학생 역
- 최성민 : 검사 역
- 권영경 : 장혜성의 담임선생님 역
- 손선근 : 어린시절 박수하의 담당 의사 역
- 조현진 : 박주혁 사건 재판에 박수하 옆에 있는 간호사 역
- 정영금 : 조영숙 역 - 청각장애를 가진 피고인
- 엄정옥
- 문영미 : 장혜성의 자취방 근처 슈퍼 주인 역
- 장희웅 : 조영숙 피고인 재판의 검사 역
- 이창직 : 문채식 역 - 조영숙 피고인 재판의 판사
- 이동진 : 판사 역
- 김종필
- 이시후
- 김채은
- 차수린
- 김지수
- 윤예나
- 장현정
- 여호민 : 운승 역 - 수직지구대 경찰
- 김지연
- 서혜진
- 김홍식 : 문학 선생님 역
- 김봉수
- 한기웅 : 정필재 역 - 편의점 강도사건의 쌍둥이 형 피고인
- 한기원 : 정필승 역 - 편의점 강도사건의 쌍둥이 동생 피고인
- 현남
- 서정주 : 조영숙 사건 재판의 서기 역
- 박기산 : 봉사활동 확인서 때문에 민준국에게 박수하의 연락처를 알고 있냐고 물어보는 남자 역
- 동현배
- 박정근 : 강승구 역 - 수직지구대 경찰
- 홍여진
- 홍연
- 최인호
- 안제홍
- 최상욱
- 김경용
- 신태헌
- 방나윤
- 조성범
- 조연우
- 하윤비
- 박종설 : 편의점 강도사건 재판의 증인 역
- 이상규
- 김영철
- 김보라
- 정종현 : 핸드폰 도청하는 가게 주인 역
- 정동규
- 유옥주 : 과일가게 주인 역
- 변정현
- 박병철
- 오영수 : 이대성 할아버지 역
- 김정수 : 우성식 센터장 역 (15화)
- 안성헌
- 김성훈

### 특별출연
- 임승대 : 장혜성의 일명 '20초 변론' 재판의 판사 역 (1화)
- 전수경 : 치과 판촉물 나눠주는 아주머니 역 (1화)
- 김성균 : 박주혁 사건의 형사 역 (1화)
- 최성민 : 박주혁 사건 재판의 검사 역 (1화)
- 소이현 : 박주혁 사건 재판의 변호사 역 (1화)
- 김수연 : 문동희 역 (2화)
- 김경진 : 장혜성의 자취방 근처 슈퍼 주인 아들 역 (2화)
- 이병준 : 무료신문사 사장 역
- 김환 : 아나운서 역
- 김기천 : 시각장애인으로 위장한 사기꾼 치한 역
- 김학래 : 차관우 부모님의 찜질방 손님 역
- 김미경 : 황달중의 아내 역 (13화)
- 안문숙 : 고아원 담당자 역 (13화)
- 김민종 : 최윤 변호사 역 (14화)
- 엄기준 : 엄기준 변호사 역 (14화)
- 편상욱 : 뉴스 앵커 역
- 김미려 : 백화점 목걸이 매장 판매원 역 (16화)
- 안영미 : 백화점 목걸이 매장 손님 역 (16화)
- 강남 : 날치기범 역
- 정만식 : 경찰대 면접관 역 (18화)

## 시청률
최저 시청률과 최고 시청률은 시청률 조사회사와 지역별로 시청률에 차이가 있을 수 있습니다.
| 2013년      | 2013년      | 2013년                               | 2013년         | 2013년       | 2013년         | 2013년       |
| 회차        | 방송일      | 제목                                 | TNmS 시청률    | TNmS 시청률  | AGB 시청률     | AGB 시청률   |
| 회차        | 방송일      | 제목                                 | 대한민국(전국) | 서울(수도권) | 대한민국(전국) | 서울(수도권) |
| ----------- | ----------- | ------------------------------------ | -------------- | ------------ | -------------- | ------------ |
| 제1회       | 6월 5일     | 너의 목소리가 들려                   | 7.8%           | 8.9%         | 7.7%           | 9.0%         |
| 제2회       | 6월 6일     | Bad Girl Good Girl                   | 11.6%          | 13.6%        | 12.7%          | 14.0%        |
| 제3회       | 6월 12일    | I'll be there                        | 14.0%          | 16.5%        | 15.0%          | 16.5%        |
| 제4회       | 6월 13일    | 흐린 기억속의 그대                   | 17.3%          | 20.1%        | 16.1%          | 17.5%        |
| 제5회       | 6월 19일    | 믿어선 안 될 말                      | 16.6%          | 19.3%        | 16.1%          | 17.7%        |
| 제6회       | 6월 20일    | 세상끝에 홀로 버려진 나를            | 16.6%          | 19.9%        | 17.8%          | 19.9%        |
| 제7회       | 6월 26일    | 왜 슬픈 예감은 틀린 적이 없나        | 15.1%          | 17.0%        | 16.1%          | 18.4%        |
| 제8회       | 6월 27일    | 누구를 위한 삶인가                   | 18.1%          | 20.7%        | 16.4%          | 18.1%        |
| 제9회       | 7월 3일     | 힘겨운 날에 너마저 떠나면            | 17.3%          | 20.5%        | 17.9%          | 19.4%        |
| 제10회      | 7월 4일     | 아픈 기억 찾아 헤매이는 건 왜일까    | 19.8%          | 23.2%        | 19.7%          | 20.9%        |
| 제11회      | 7월 10일    | 미안해 널 미워해                     | 22.2%          | 26.0%        | 22.1%          | 24.6%        |
| 제12회      | 7월 11일    | 기억의 습작                          | 22.2%          | 25.8%        | 22.8%          | 24.8%        |
| 제13회      | 7월 17일    | 차마 못 할 가슴 속 한 마디           | 22.6%          | 25.7%        | 21.6%          | 23.7%        |
| 제14회      | 7월 18일    | 추억 속에서 침묵해야만 하는          | 23.6%          | 27.9%        | 23.1%          | 26.2%        |
| 제15회      | 7월 24일    | 난 아무것도 망치지 않아              | 24.2%          | 27.4%        | 23.0%          | 24.8%        |
| 제16회      | 7월 25일    | 도둑까치 서곡                        | 25.2%          | 28.1%        | 24.1%          | 26.7%        |
| 제17회      | 7월 31일    | 그대 눈빛 없인 앞을 볼 수조차 없는데 | 23.7%          | 25.8%        | 22.3%          | 24.7%        |
| 제18회      | 8월 1일     | 어둠 속의 빛으로 넌 내게 머물러      | 26.2%          | 29.0%        | 23.1%          | 24.8%        |
| 평균 시청률 | 평균 시청률 | 평균 시청률                          | 19.1%          | 22.0%        | 18.8%          | 20.7%        |

## 사운드트랙

### Part.1
| #  | 제목                          | 작사   | 작곡           | 재생 시간 |
| -- | ----------------------------- | ------ | -------------- | --------- |
| 1. | 〈돌고래〉 (에브리 싱글 데이) | 문성남 | 문성남, 정재우 | 3:04      |
| 2. | 〈에코〉 (에브리 싱글 데이)   | 문성남 | 문성남, 정재우 | 4:01      |
| 3. | 〈돌고래 (Inst.)〉            |        | 문성남, 정재우 | 3:04      |
| 4. | 〈에코 (Inst.)〉              |        | 문성남, 정재우 | 4:01      |

### Part.2
| #  | 제목                       | 작사             | 작곡             | 재생 시간 |
| -- | -------------------------- | ---------------- | ---------------- | --------- |
| 1. | 〈왜 이제야 왔니〉 (정엽)  | 정엽, 에코브릿지 | 정엽, 에코브릿지 | 3:55      |
| 2. | 〈왜 이제야 왔니 (Inst.)〉 |                  | 정엽, 에코브릿지 | 3:55      |

### Part.3
| #  | 제목                                                   | 작사                             | 작곡              | 재생 시간 |
| -- | ------------------------------------------------------ | -------------------------------- | ----------------- | --------- |
| 1. | 〈두눈에. 두볼에. 가슴에 (In My Eyes)〉 (김연지)       | 다시봐도 촌놈, 알고보니 혼수상태 | 알고보니 혼수상태 | 3:32      |
| 2. | 〈우리 사랑했던 날들 (The Days We Were Happy)〉 (나래) | 김범주                           | 김범주            | 4:22      |

### Part.4
| #  | 제목                                  | 작사   | 작곡   | 재생 시간 |
| -- | ------------------------------------- | ------ | ------ | --------- |
| 1. | 〈너에겐 들리지 않는 그 말〉 (신승훈) | 양재선 | 신승훈 | 3:42      |
| 2. | 〈너에겐 들리지 않는 그 말 (Inst.)〉  |        | 신승훈 | 3:42      |

### Part.5
| #  | 제목                             | 작사   | 작곡           | 재생 시간 |
| -- | -------------------------------- | ------ | -------------- | --------- |
| 1. | 〈달콤하게 랄랄라〉 (멜로디데이) | 이부미 | 이부미, 우지훈 | 3:23      |
| 2. | 〈달콤하게 랄랄라 (Inst.)〉      |        | 이부미, 우지훈 | 3:23      |

### Vol.1
| #   | 제목                                                   | 작사                             | 작곡              | 재생 시간 |
| --- | ------------------------------------------------------ | -------------------------------- | ----------------- | --------- |
| 1.  | 〈에코〉 (에브리 싱글 데이)                            | 문성남                           | 문성남, 정재우    | 4:01      |
| 2.  | 〈왜 이제야 왔니〉 (정엽)                              | 정엽, 에코브릿지                 | 정엽, 에코브릿지  | 3:55      |
| 3.  | 〈우리 사랑했던 날들 (The Days We Were Happy)〉 (나래) | 김범주                           | 김범주            | 4:22      |
| 4.  | 〈너에겐 들리지 않는 그 말〉 (신승훈)                  | 양재선                           | 신승훈            | 3:42      |
| 5.  | 〈돌고래〉 (에브리 싱글 데이)                          | 문성남                           | 문성남, 정재우    | 3:04      |
| 6.  | 〈두눈에. 두볼에. 가슴에 (In My Eyes)〉 (김연지)       | 다시봐도 촌놈, 알고보니 혼수상태 | 알고보니 혼수상태 | 3:32      |
| 7.  | 〈달콤하게 랄랄라〉 (멜로디데이)                       | 이부미                           | 이부미, 우지훈    | 3:23      |
| 8.  | 〈에코 (Acoustic Ver.)〉 (에브리 싱글 데이)            | 문성남                           | 문성남, 정재우    | 3:28      |
| 9.  | 〈Echo Strings〉 (Various Artists)                     |                                  | 문성남, 정재우    | 3:20      |
| 10. | 〈Sea And Stars〉 (Various Artists)                    |                                  | 정재우            | 3:22      |
| 11. | 〈Breaking Moment〉 (Various Artists)                  |                                  | 로맨티스코        | 3:13      |
| 12. | 〈Sus 4〉 (Various Artists)                            |                                  | 정차식            | 2:25      |
| 13. | 〈Return〉 (Various Artists)                           |                                  | 이경식            | 3:17      |
| 14. | 〈Don't Forget〉 (Various Artists)                     |                                  | 고경천            | 2:30      |
| 15. | 〈Circus In Court Strings〉 (Various Artists)          |                                  | 문성남            | 2:35      |
| 16. | 〈Unhappy Misery〉 (Various Artists)                   |                                  | 강희찬            | 4:20      |
| 17. | 〈Echo Arp.〉 (Various Artists)                        |                                  | 문성남, 정재우    | 4:02      |

## 수상
| 연도 | 시상식                      | 부문                                     | 수상자/작품        |
| ---- | --------------------------- | ---------------------------------------- | ------------------ |
| 2013 | 제6회 코리아 드라마 어워즈  | 대상                                     | 이보영             |
| 2013 | 제6회 코리아 드라마 어워즈  | 연출상                                   | 조수원             |
| 2013 | 제6회 코리아 드라마 어워즈  | 남자 최우수연기상                        | 정웅인             |
| 2013 | 제6회 코리아 드라마 어워즈  | 남자 우수연기상                          | 이종석             |
| 2013 | 제6회 코리아 드라마 어워즈  | 베스트 커플상                            | 이보영, 이종석     |
| 2013 | 한국광고주대회              | 광고주가 뽑은 좋은 프로그램상 드라마부문 | 너의 목소리가 들려 |
| 2013 | 제2회 대전 드라마 페스티벌  | 여자 최우수연기상                        | 이보영             |
| 2013 | 제2회 대전 드라마 페스티벌  | 남자 우수연기상                          | 이종석             |
| 2013 | 제2회 대전 드라마 페스티벌  | 남자 연기상                              | 정웅인             |
| 2013 | 제2회 대전 드라마 페스티벌  | 베스트 커플상                            | 이보영, 이종석     |
| 2013 | 제21회 대한민국문화연예대상 | 드라마부문 남자 최우수연기상             | 이종석             |
| 2013 | 제7회 미디어 어워드         | 지상파 방송 콘텐츠 드라마부문 우수상     | 너의 목소리가 들려 |
| 2013 | 대한민국 콘텐츠 대상        | 방송영상산업발전유공부문 대통령 표창     | 박혜련             |
| 2013 | 제26회 그리메상             | 최우수 여자연기자상                      | 이보영             |
| 2013 | SBS 연기대상                | 대상                                     | 이보영             |
| 2013 | SBS 연기대상                | 미니시리즈부문 남자 우수연기상           | 이종석             |
| 2013 | SBS 연기대상                | 10대 스타상                              | 이보영, 이종석     |
| 2013 | SBS 연기대상                | 방송 3사 PD 선정 프로듀서상              | 이보영             |
| 2013 | SBS 연기대상                | 미니시리즈부문 남자 특별연기상           | 정웅인             |
| 2013 | SBS 연기대상                | 뉴스타상                                 | 이다희             |
| 2014 | 제50회 백상예술대상         | TV부문 여자 최우수연기상                 | 이보영             |

## 연장
- 2013년 7월 17일 : 너의 목소리가 들려 방영 분량이 16부작에서 2회 연장되어 18부작으로 확정되었다.[8]

## 동시간대 드라마
- KBS 수목 미니시리즈

《천명: 조선판 도망자 이야기》 (2013년 4월 24일 ~ 2013년 6월 27일)
《칼과 꽃》 (2013년 7월 3일 ~ 2013년 9월 5일)
- MBC 수목 미니시리즈

《남자가 사랑할 때》 (2013년 4월 3일 ~ 2013년 6월 6일)
《여왕의 교실》 (2013년 6월 12일 ~ 2013년 8월 1일)

## 같이 보기
- 대한민국의 텔레비전 드라마 목록 (ㄴ)
- 2013년 대한민국의 텔레비전 드라마 목록